# Otto Seidemann

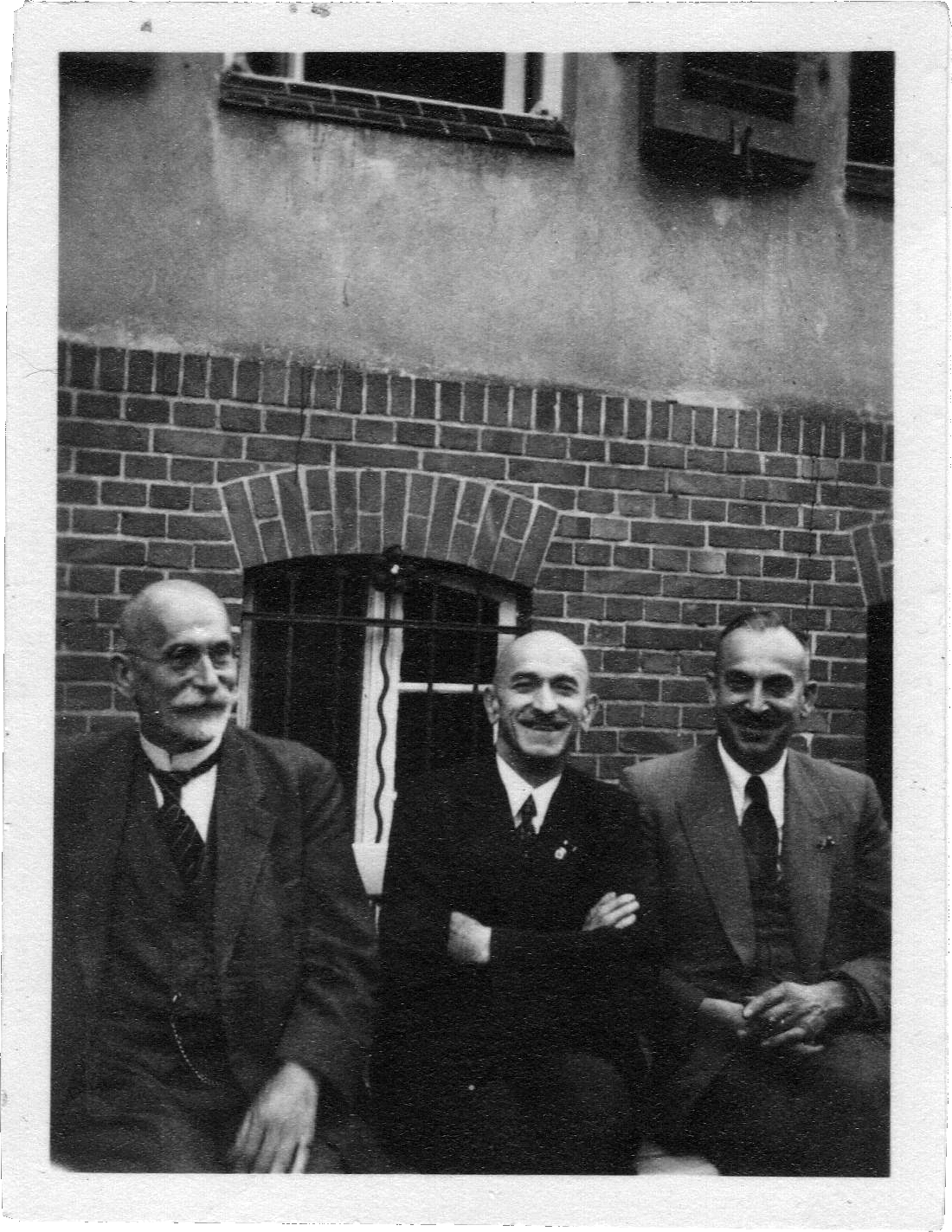
Gebrüder Seidemann von li. nach re.: Otto Seidemann, * 1867, Wilhelm Seidemann, * 1879, Walter Seidemann, * 1883, im Garten der Villa „Hoffnung“ am 11. September 1937

Otto Seidemann (* 11. September 1867 im Ruhland, Provinz Schlesien; † 1946 in Bad Freienwalde) war ein Freienwalder Bauunternehmer, Maurer und Zimmermeister.

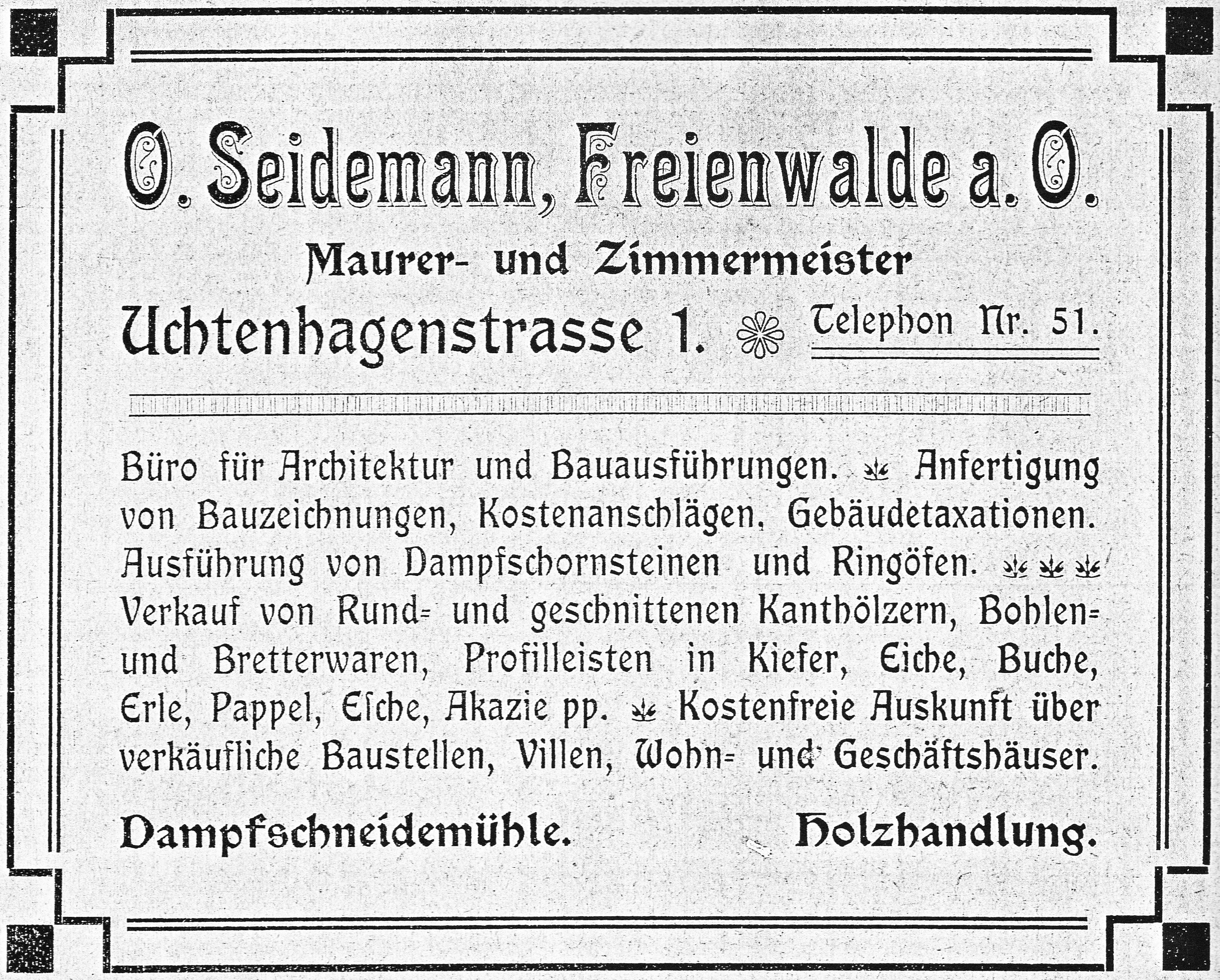
Werbeanzeige von Otto Seidemann, In: Adressbuch für Bad Freienwalde a. Oder, 1909/10

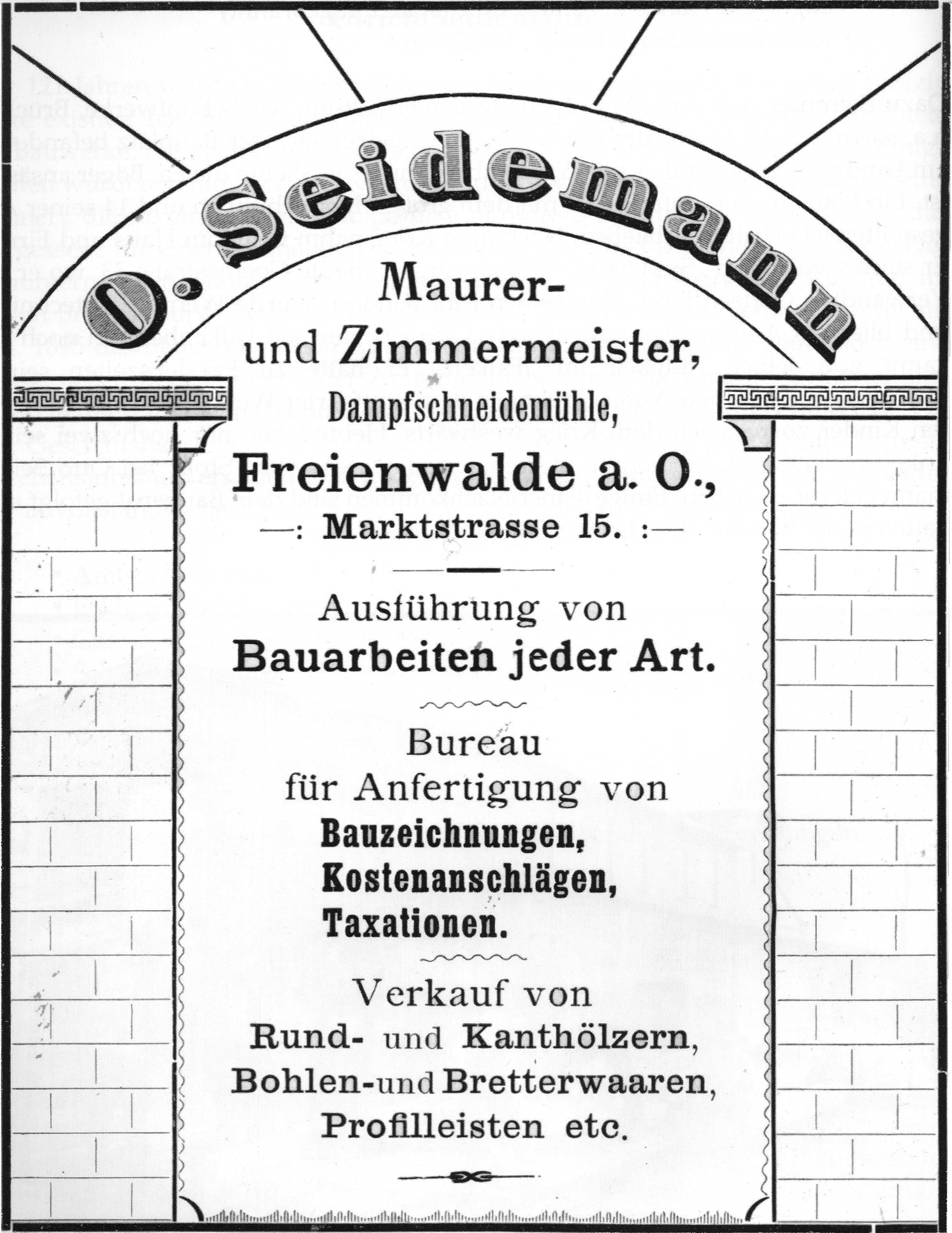
Zeitungsanzeige von Otto Seidemann

## Leben
Seidemann war der Sohn eines begüterten Zimmermeister aus der nunmehr preußischen Stadt Ruhland. Nach der Internatsschule in Dresden musste er ein Handwerk erlernen, denn der älteste Bruder hatte für ein Mathematik-Studium viel elterliches Geld verbraucht, ohne einen Abschluss zu machen. Otto Seidemann war mit Martha Winkler verheiratet, die 1880 ebenfalls in Ruhland geboren wurde.

## Baufirma
Am 1. April 1895 übernahm Otto Seidemann das Baugeschäft von Adolf Bräutigam in Bad Freienwalde und entwickelte die frühere Dampf- und Schneidemühle am Landgraben zu einer erfolgreichen innerstädtischen Baufirma. Das Bau- und Planungsbüro befand sich 1910 mit den Wohnräumen seiner Familie in Bad Freienwalde im Wohn- und Geschäftshaus Gesundbrunnenstraße 1 (Restaurant »Zum Kurfürst«). Vor dem Neubau befand sich das Bau- und Planungsbüro in der Uchtenhagenstraße 1.
Die bis 1945 ortsansässige Firma errichtete in der aufstrebenden Kurstadt zahlreiche Bauten, die bis heute das Ortsbild der Stadt Bad Freienwalde und Umgebung entscheidend prägen. Er übernahm die Ausführung zahlreicher Villen, Geschäftshäuser und öffentlicher Gebäude, von denen heute viele als Denkmal ausgewiesen sind.

## Bauwerke (Auswahl)
- Wasserwerk (1896), Sonnenburger Straße 4, Bad Freienwalde (Oder).[5][2]
- Gasanstalt (1898/99), Bahnhofstraße 27, Bad Freienwalde (Oder).[2][6]
- Volksschule II (1898/99, heute Theodor-Fontane-Schule), Linsingenstraße 15, Bad Freienwalde (Oder).[7][2][8]
- Städtischer Schlachthof (1899), Eberswalder Str. 34, Bad Freienwalde (Oder).[2]
- Villa Katharina (1899), Goethestraße 17, Bad Freienwalde (Oder).[9]
- Wriezener Straße 80: Das Wohn- und Geschäftshaus mit ehemaligem Bäckerladen und Bäckereibetrieb im Hof liegt auf einem großen Eckgrundstück an der Einmündung zur Adolf-Bräutigam Straße. Es wurde von dem Freienwalder Maurer- und Zimmermeister Otto Seidemann für den Bäckermeister Karl Höppner 1899 errichtet. Eine Erweiterung der Bäckerei wurde 1925–1926 für den Bäckermeister Georg Schuch durchgeführt. Das städtebaulich dominante Gebäude stellt mit seiner bewahrten Fassadengestaltung und der ablesbar gebliebenen Funktionseinheit von Wohnen und Gewerbe ein typisches Zeugnis für die um 1900 entstandene Stadterweiterung der Wriezener Vorstadt dar.[10][2]
- Kirchturm der Dorfkirche Altranft, (1901), Am Anger, Altranft, Bad Freienwalde (Oder).[2][11][12]
- Dorfkirche Neuenhagen (1902), Freienwalder Straße 11, Neuenhagen (Insel), Bad Freienwalde (Oder).[2][13][14]
- Villa „Hoffnung“ (1905) mit Hofgebäude und Gästehaus, Frankfurter Straße 97, Bad Freienwalde (Oder).[15]
- Eckhaus Markt - und Königstraße (zwischen 1906 und 1909), Uchtenhagenstraße 1, Bad Freienwalde (Oder).[16]
- Museum des Oberbarnimer Geschichtsvereins (1905/06), Hagenstraße 5a, Bad Freienwalde (Oder).[17][2][18]
- Neues Bibelhaus Malche (1907/08), Malche 1, Bad Freienwalde (Oder).[2][19][20][21]
- Sägewerk Otto Hanke (wahrscheinlich 1909), Sägewerk in Schiffmühle (später abgebrannt).[22]
- Repräsentatives Wohn- und Geschäftshaus (1909/10), Gesundbrunnenstraße 1, Bad Freienwalde (Oder).[23][24]
- Sanatorium für Nervenkranke Dr. Eduard Zenker (1909/10), Berlinerstrasse 20B, Bad Freienwalde (Oder).
- Königliches Amtsgericht Freienwalde mit Wohnflügel, Stall und Gefängnistrakt (1910/11), Victor-Blüthgen-Straße 9, Adolf-Bräutigam-Straße 4, Bad Freienwalde (Oder).[25][26]
- Waldhaus (1910/11), Frankfurter Straße 73/74, Bad Freienwalde (Oder).[27][2]
- Kasernenbauten in Berlin-Ruhleben (1915).[2]
- Finanzamt Freienwalde (1925/26), Wriezener Straße 36, Bad Freienwalde (Oder).[28][29]
- Erweiterungsbauten des Oberbarnimer Kreishauses (1925), Amtsstraße 6, Bad Freienwalde (Oder).[30][2][31]
- Erweiterungsbau des Freienwalder Krankenhauses und gegenüber liegende Siedlungen (1930), Berliner Straße 29, Bad Freienwalde (Oder).[2][32][33][34]
- Alaunwerk Freienwalde (abgebrannt), Alaunwerk, Bad Freienwalde (Oder).[16][2]
- Stabsgebäude der Hohenfriedberg-Kaserne (1935/36), Am Sparrenbusch, Bad Freienwalde (Oder).[2]
- Neu- und Umbauarbeiten der Kirche in Liepe bei Oderberg.[2]
- Ehemaliger Burgkeller, Goethestraße 8, Bad Freienwalde (Oder).